# Luwsandordżijn Sandagdordż
Luwsandordżijn Sandagdordż, mong. Лувсандоржийн Сандагдорж, (ur. 25 października 1934 w Ułan Bator) – mongolski piłkarz, grający na pozycji pomocnika, trener piłkarski.

## Kariera piłkarska

### Kariera klubowa
Jako piłkarz grał w mongolskich klubach.

### Kariera reprezentacyjna
W latach 1958–1960 bronił barw narodowej reprezentacji Mongolii.

## Kariera trenerska
Po zakończeniu kariery piłkarskiej rozpoczął karierę szkoleniową. Od 1975 do 1999 pracował jako konsultant w reprezentacji Mongolii. Również w okresie od 1989 do 1998 trenował kluby Zamchin FC, Monsol FC i Delger FC. W 1999 stał na czele narodowej reprezentacji Mongolii, którą kierował do stycznia 2000. Potem pracował w MFF Grassroots Football (1999-2007).

## Odznaczenia
- State Medal: 1999
- MFF Golden Crown Medal: 2009